# Ranunculus zapalowiczii
Ranunculus zapalowiczii är en ranunkelväxtart som beskrevs av Józef Konrad Paczoski. Ranunculus zapalowiczii ingår i släktet ranunkler, och familjen ranunkelväxter. Inga underarter finns listade i Catalogue of Life.